# 如意寺 (柏市)
如意寺（にょいじ）は、千葉県柏市にある真言宗豊山派の寺院。

## 歴史
1161年（永暦2年）に開山された。戦国時代に当地が高城氏の所領となった際に、高城氏が創建した松戸市大谷口の大勝院の末寺となっている。
1887年（明治20年）に火災に遭い本堂を焼失、1890年（明治23年）に再建された。本堂の格天井には、再建のために金品を寄進した各家の家紋が描かれている。
当寺の本尊は阿弥陀如来であるが、それとは別に大日如来像も安置されている。この大日如来像は、1679年（延宝6年）に手賀沼の洪水により近くの谷津に流れ着いたもので、大日堂に納められていた。明治初期の廃仏毀釈で、大日像が破壊されることを恐れた宮司は堂の床下にそっと隠した。この大日像は秘仏であったことから、隠した事実が発覚せず、そのまま忘れ去られてしまった。1954年（昭和29年）、キノコ狩りをしていた人が偶然に発見した。そして当寺に奉納されたものである。

## 交通アクセス
- 路線バススポーツ広場前停留所より徒歩5分。